# ペドロ・タドゥラン
ペドロ・タドゥラン（Pedro Taduran、1996年10月29日 - ）は、フィリピンのプロボクサー。アルバイ州リボン出身。現IBF世界ミニマム級王者。

## 来歴
2018年8月29日、ナコーンサワン県でWBC世界ミニマム級王者のワンヒン・ミナヨーティンと対戦し、12回0-3（110-117、108-118、111-115）の判定負けを喫し王座獲得に失敗した。
2019年9月7日、タギッグのジュラド・ホールでディージェイ・クリエルの王座返上に伴うIBF世界ミニマム級王座決定戦をサムエル・サルバと行い、4回終了時にサルバが棄権した為タドゥランのTKO勝ちとなり王座を獲得した。
2020年2月1日、グアダルーペのヤルディバ・カルドナ・エキスポでダニエル・バジャダレスと対戦し、4回0-1（37-39、38-38×2）負傷判定で引き分けに終わったが初防衛に成功した。
2021年2月27日、ジェネラル・サントスのブァラ・ジムでレネ・マーク・クアルトと対戦し、12回0-3（113-115×3）の判定負けを喫し2度目の防衛に失敗、王座から陥落した。なお当初は1月に行われる予定だったが新型コロナウイルスのパンデミックにより延期されて行われた。
2022年2月6日、ディゴスに舞台を移してIBF世界ミニマム級王者のレネ・マーク・クアルトと再戦し、7回開始直後にタドゥランが偶然のバッティングで負傷した為そのまま判定となり、7回0-2（64-65、64-66、65-65）の負傷判定負けを喫し約1年振りの王座返り咲きに失敗した。
2023年12月28日、ボホール島でIBF世界ミニマム級3位のジェイク・アンパロとIBF世界ミニマム級挑戦者決定戦を行い、12回3-0（119-109、118-110、116-112）の判定勝ちを収め重岡銀次朗への挑戦権を獲得した。
2024年7月28日、日本のリングに初登場。滋賀ダイハツアリーナで指名挑戦者としてIBF世界ミニマム級王者の重岡銀次朗と対戦し、9回2分50秒TKO勝ちを収め3年5ヵ月振りの王座に返り咲いた。

## 戦績
- プロボクシング：23戦 18勝 (13KO) 4敗 1分

| 戦           | 日付           | 勝敗 | 時間    | 内容         | 対戦相手                     | 国籍       | 備考                            |
| ------------ | -------------- | ---- | ------- | ------------ | ---------------------------- | ---------- | ------------------------------- |
| 1            | 2015年5月16日  | ☆    | 1R 2:56 | TKO          | ナサニエル・マラシガン       | フィリピン | プロデビュー戦                  |
| 2            | 2015年6月21日  | ☆    | 4R 1:11 | TKO          | ジュン・イナオ               | フィリピン |                                 |
| 3            | 2015年8月8日   | ☆    | 1R 1:35 | TKO          | エマヌエル・ビジャヌエバ     | フィリピン |                                 |
| 4            | 2015年9月25日  | ☆    | 2R 2:04 | TKO          | ロランド・プリマ・ジュニア   | フィリピン |                                 |
| 5            | 2015年12月2日  | ☆    | 6R      | 判定 3-0     | ロバート・オンゴカン         | フィリピン |                                 |
| 6            | 2016年2月12日  | ☆    | 4R 0:56 | TKO          | ジュン・ジュン・リマソグ     | フィリピン |                                 |
| 7            | 2016年4月1日   | ★    | 6R      | 判定 1-2     | ジョエル・リノ               | フィリピン |                                 |
| 8            | 2016年5月25日  | ☆    | 4R      | 判定 3-0     | カーター・ユン・パグンサン   | フィリピン |                                 |
| 9            | 2016年9月3日   | ☆    | 3R 0:38 | TKO          | ノエル・グリマン             | フィリピン |                                 |
| 10           | 2016年11月26日 | ☆    | 5R 終了 | TKO          | デクスター・ディマクランガン | フィリピン |                                 |
| 11           | 2017年2月26日  | ☆    | 8R      | 判定 3-0     | ジェローム・クラビテ         | フィリピン |                                 |
| 12           | 2017年5月21日  | ☆    | 2R 2:00 | TKO          | フィリップ・ルイス・クエルド | フィリピン | PBF比国ミニマム級王座決定戦     |
| 13           | 2018年1月27日  | ☆    | 5R 2:54 | KO           | ジェリー・トモグダン         | フィリピン | GAB比国ミニマム級タイトルマッチ |
| 14           | 2018年8月29日  | ★    | 12R     | 判定 0-3     | ワンヒン・ミナヨーティン     | タイ       | WBC世界ミニマム級タイトルマッチ |
| 15           | 2018年12月8日  | ☆    | 2R 2:38 | KO           | ジェフリー・ガレロ           | フィリピン | GAB防衛1                        |
| 16           | 2019年9月7日   | ☆    | 4R 終了 | TKO          | サミュエル・サルバ           | フィリピン | IBF世界ミニマム級王座決定戦     |
| 17           | 2020年2月1日   | △    | 4R      | 負傷引分     | ダニエル・バジャダレス       | メキシコ   | IBF防衛1                        |
| 18           | 2021年2月27日  | ★    | 12R     | 判定 0-3     | レネ・マーク・クアルト       | フィリピン | IBF陥落                         |
| 19           | 2022年2月6日   | ★    | 7R      | 負傷判定 0-2 | レネ・マーク・クアルト       | フィリピン | IBF世界ミニマム級タイトルマッチ |
| 20           | 2023年1月30日  | ☆    | 3R 1:03 | TKO          | パウエル・バラバ             | フィリピン |                                 |
| 21           | 2023年12月28日 | ☆    | 12R     | 判定 3-0     | ジェイク・アンパロ           | フィリピン | IBF世界ミニマム級挑戦者決定戦   |
| 22           | 2024年7月28日  | ☆    | 9R 2:50 | TKO          | 重岡銀次朗（ワタナベ）       | 日本       | IBF世界ミニマム級タイトルマッチ |
| 23           | 2025年5月24日  | ☆    | 12R     | 判定 1-2     | 重岡銀次朗（ワタナベ）       | 日本       | IBF防衛1                        |
| テンプレート |                |      |         |              |                              |            |                                 |

## 獲得タイトル
- PBF比国ミニマム級王座
- PG&AB（フィリピンゲーム・アンド・アミューズメント委員会）ミニマム級王座
- IBF世界ミニマム級王座（1期目: 防衛1、2期目: 防衛1）